# Верхний Чекон
Верхний Чекон — хутор в муниципальном образовании город-курорт Анапа Краснодарского края России. Входит в состав Первомайского сельского округа.

## География
Хутор находится в западной части края, в верховьях реки Чекон, между хуторами Чекон и Малый Чекон.

## История
Согласно Закону Краснодарского края от 1 апреля 2004 года № 676-КЗ Верхний Чекон вошёл в состав образованного муниципального образования город-курорт Анапа.

## Население
| 2002 | 2010 |
| ---- | ---- |
| 148  | ↘124 |

Национальный состав
Согласно результатам переписи 2002 года, в национальной структуре населения русские составляли 74 % от 148 жителей.

## Инфраструктура
Социальные объекты в населённом пункте отсутствуют. В соседнем крупном хуторе Чекон находится школа № 10, детский сад № 38 «Чебурашка», дом культуры, отделение почтовой связи № 353428.

## Транспорт
Доступен автомобильный транспорт.